# Вилхелмс, Янис Волдемарович
Янис Волдемарович Вилхелмс (латыш. Jānis Vilhelms; 23 ноября 1903, Адажи — 22 декабря 1990, Рига) — советский снайпер, Герой Советского Союза (1942).
Командир роты 92-го стрелкового полка 201-й Латышской стрелковой дивизии 1-й ударной армии Северо-Западного фронта, младший лейтенант (на момент присвоения звания Героя). Уничтожил около 150 немецких солдат и офицеров.

## Биография
Родился 10 (23) ноября 1903 года в Нейермюльской волости Рижского уезда Лифляндской губернии (ныне Адажи) в семье рабочего. Родители были расстреляны карательным отрядом во время революции 1905 года.
В 30-е годы участвовал в подпольном коммунистическом движении; после включения Латвии в состав СССР работал в милиции в Риге. Служил в 7-м батальоне Рабочей гвардии.
Участник Великой Отечественной войны с 1941 года. В боях под Москвой получил три ранения, за боевую доблесть ему было присвоено звание младшего лейтенанта. Командир роты 92-го стрелкового полка 201-й Латышской стрелковой дивизии. Прославился в качестве снайпера. Всего уничтожил более 150 солдат и офицеров противника. Командовал стрелковой ротой в боях в районе Демянска Новгородской области.
По представлению Военного совета армии Президиум Верховного Совета СССР указом «О присвоении звания Героя Советского Союза начальствующему составу Красной Армии» от 21 июля 1942 года за «образцовое выполнение боевых заданий командования на фронте борьбы с немецкими захватчиками и проявленные при этом отвагу и геройство» присвоил ему звание Героя Советского Союза с вручением ордена Ленина и медали «Золотая Звезда». После вручения награды Вилхелмс был принят в Кремле И. В. Сталиным.
Также участвовал в боях у Старой Руссы. Был 7 раз ранен. Окончил Военную академию имени М. В. Фрунзе. После войны — гвардии майор в запасе, проживал в Риге.
Умер 22 декабря 1990 года, похоронен на кладбище Бикеру в Риге.

## Награды
- Орденами Ленина[4]
- Орден Отечественной войны 1-й степени
- крест «За выдающиеся заслуги» (США) (1943)[7].
- Медаль «За победу над Германией в Великой Отечественной войне 1941−1945 гг.»[8]

## Память
В 1946 году Янис Вилхелмс подарил Музею Революции Латвийской ССР свои личные вещи, в том числе свою снайперскую винтовку, на которой сделано более 200 зарубок об уничтоженных противниках. В наши дни винтовка находится в постоянной экспозиции Военного музея Латвии.